# Чильпансинго-де-лос-Браво
Чильпанси́нго-де-лос-Бра́во (исп. Chilpancingo de los Bravo) — город и столица мексиканского штата Герреро, а также административный центр одноимённого муниципалитета. Численность населения, по данным переписи 2010 года, составила 187 251 человек.

## История
Название происходит из ацтекских слов «chilpan, cingo», обозначающих «осиное место» или «место маленьких ос». Другая версия названия происходит от ацтекского словосочетания «Chilli-pan-tzingo», что означает «место красных флажков». 
Город был основан в 1519 индейцами. Город получил значение в течение войны за независимость Мексики, как стратегический пункт для лидеров повстанцев Х. М. Морелоса (José María Morelos y Pavón) и братьев Браво. 
В июне 1813 года в городе был учреждён Конгресс повстанцев. 
В течение Революции Айютлы в 1854 года город был занят войсками А.Лопеса де Санта Анны (Antonio López de Santa Anna). 
В 1870 году город Чильпансинго стал резиденцией правительства штата.
27 апреля 2009 года в окрестностях города был эпицентр землетрясения, магнитудой 5,6 баллов.

## Экономика
В городе имеются различные предприятия пищевой, текстильной, промышленности, также имеются заведения культуры, образования. Развита транспортная инфраструктура.

## Известные уроженцы
- Родольфо Нери Велы — первый мексиканский астронавт.
- Луис Сапата Кирос — писатель, драматург и переводчик.